# Alia Potestas

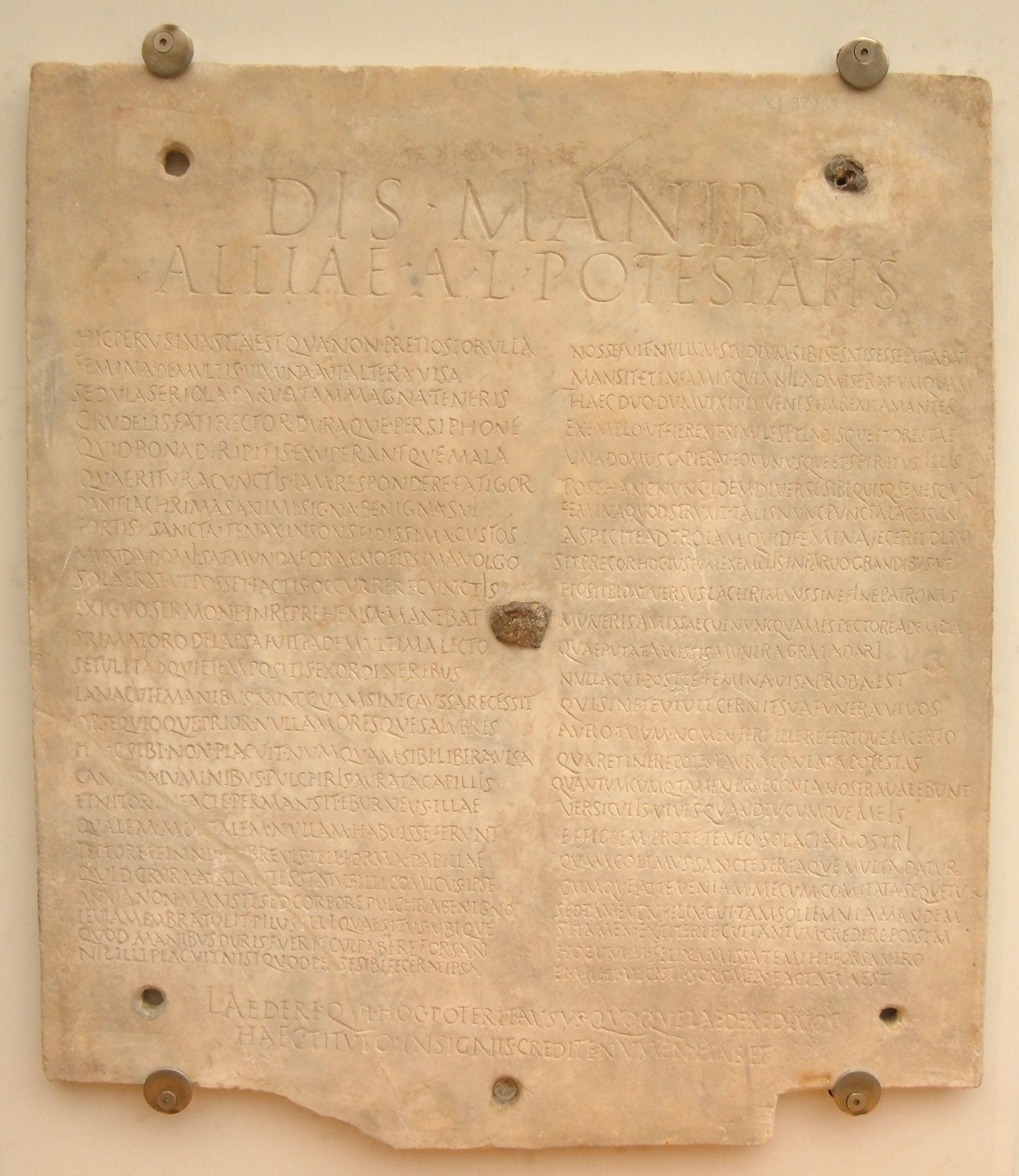
Inscrição sepulcral feita para Alia Potestas, Museo Epigráfico, Roma

Alia Potestas foi uma mulher liberta ou seja uma ex-escrava que morou na cidade romana de Perúgia, ela viveu em algum momento entre os séculos I e IV. Sendo conhecida apenas através de seu epitáfio, encontrado em uma tabuinha de mármore na Via Pinciana,em Roma , no ano de 1912. A inscrição, considerada um dos mais interessantes epitáfios latinos, é única porque contém informações epifáticas típicas e detalhes mais pessoais e até mesmo sexuais.

## Epitáfio
O epitáfio de 50 linhas está escrito em versos, principalmente em hexâmetros dactílicos . O autor parece ter grande conhecimento literário, pois parte do poema imita a Tristia de Ovídio. No entanto, a maioria do poema é uma criação original.
O poema, aparentemente escrito por seu amante, pode ser dividido em três seções. A primeira centra-se nas virtudes de Alia, descrevendo-a como extremamente trabalhadora - "sempre a primeira a se levantar e a última a dormir ..., com o seu trabalho de lã nunca deixando as mãos sem nada para fazer". A segunda exalta sua beleza com descrições semieróticas de seu corpo e observa que ela viveu harmoniosamente com dois amantes. Finalmente, o autor lamenta sua morte e promete que ela "viverá o máximo possível através de [seus] versos".

## Significado
O epitáfio é original e bastante incomum entre os epitáfios sobreviventes por várias razões.
- A descrição física erótica - Alia "mantinha os membros lisos" e "nos seios brancos como a neve, a forma dos mamilos era pequena".
- A ausência de poesia típica de lápide formulada.

## Etnia
Alia provavelmente era de ascendência grega. É provável que o nome Potestas , que significa "poder" em latim , fosse meramente uma tradução do nome grego Dynamis , que também significa "poder".

## Datação
Muita controvérsia envolve a datação exata da epígrafe. Após a primeira descoberta, o trabalho foi datado do 3º ao 4º século d.C em termos paleográficos e, portanto, essa data é frequentemente usada. Outras análises estilísticas e linguísticas sugerem que o 2º século d.C é mais provável. Independentemente disso, a maioria dos estudiosos concorda que não é mais antigo que o 1º século d.C, devido à aparente influência de Ovídio .